# WWE Over the Limit
WWE Over the Limit a fost un eveniment anual de pay-per-view organizat de compania de wrestling WWE în luna mai. Evenimentul a contat cu meciuri între luptători din cele două branduri din WWE (RAW și SmackDown!).
Over the Limit a fost încorporată în programarile de PPV-uri WWE în anul 2010, înlocuind Judgment Day ca evenimentul din luna mai. În anul 2013, WWE a decis să pună evenimentul ca PPV din luna octombrie, fiind înlocuit mai târziu de Battleground.

## Rezultate

### 2010
Over the Limit 2010 a avut loc pe data de 23 mai 2010, evenimentul fiind gazduit de Joe Louis Arena
din Detroit, Michigan.
- Dark Match: MVP l-a învins pe Chavo Guerrero 
  - MVP a câștigat prin pinfall după aplicarea unui "Play of the Day".
- Kofi Kingston l-a învins pe Drew McIntyre câștigând titlul WWE Intercontinental Championship
  - Kingston l-a numarat pe McIntyre dupa un "S.O.S."
- R-Truth l-a învins pe Ted DiBiase (cu Virgil)
  - R-Truth a câștigat prin pinfall, după aplicarea unui  "Lie Detector"
- Rey Mysterio l-a învins pe CM Punk
  - Mysterio l-a invins pe Punk cu un "Crucifix Roll-Up".
  - Ca consecinta, Punk a trebuit sa se rada in cap.
- The Hart Dynasty (Tyson Kidd & David Hart Smith) i-a învins pe Chris Jericho & The Miz păstrându-și centurile unificate pe echipe
  - Kidd l-a numarat pe Miz dupa un "Hart Attack"
- Randy Orton si Edge a terminat fara rezultat
  - Ambii au fost descalificati prin count out
  - In timpul meciului, Orton a suferit o leziune.
- The Big Show l-a învins pe Campionul mondial la categoria grea Jack Swagger prin descalificare
  - Swagger a fost descalificat dupa ce l-a lovit pe Show cu titlul
- Eve a învinso pe Maryse păstrându-și Campionatul Divelor
  - Eve a numarato pe Maryse dupa un "Push Up Facebuster".
- John Cena l-a învins pe Batista într-un I Quit Match, păstrându-și titlul WWE Championship
  - Cena a castigat meciul cand Batista a zis cedez, iar apoi i-a aplicat un Attitude Adjustment de pe o masina.
  - Aceasta a fost ultima lupta a lui Batista in WWE pana la Royal Rumble 2014.
  - Dupa meci, Sheamus i-a aplicat un "Brogue Kick" lui Cena

### 2011
Over the Limit 2011 a avut loc pe data de 22 mai 2011, evenimentul fiind gazduit de Key Arena
din Seattle, Washington.
- Dark Match: Daniel Bryan l-a învins pe Drew McIntyre 
  - Bryan l-a făcut pe McIntyre sa cedeze cu un "LeBell Lock"
- R-Truth l-a învins pe Rey Mysterio
  - R-Truth l-a numarat pe Mysterio dupa un "Shut Up!".
- Ezekiel Jackson l-a învins pe Campionul Intercontinental Wade Barrett prin descalificare
  - Barrett a fost descalificat dupa ce Justin Gabriel l-a atacat pe Jackson
- Sin Cara l-a învins pe Chavo Guerrero
  - Sin Cara l-a numarat pe Chavo dupa un "Palanca Tornado".
- Big Show & Kane i-a învins pe The New Nexus (CM Punk & Mason Ryan) păstrându-și centurile WWE Tag Team Championship
  - Show l-a numarat pe Ryan dupa un "Double Chokeslam" cu Kane.
- Brie Bella (cu Nikki Bella) a învinso pe Kelly Kelly păstrându-și Campionatul Divelor
  - Nikki a numarato pe Kelly dupa un "Twins Magic".
  - In timpul meciului, Nikki s-a schimbat in meci in locul lui Brie.
- Randy Orton l-a învins pe Christian păstrându-și titlu WWE World Heavyweight Championship
  - Orton l-a numarat pe Christian dupa un "RKO".
- Jerry Lawler l-a învins pe Michael Cole într-un "Kiss My Foot" Match.
  - Lawler l-a numarat pe Cole dupa un "Diving Fist Drop".
- John Cena l-a învins pe The Miz (cu Alex Riley) într-un I Quit Match, păstrându-și titlul WWE Championship
  - Cena l-a făcut pe Miz sa zica "cedez" cu un "STF".
  - Initial, Miz a fost anuntat castigator dupa ce Riley a pus o inregistrare cu Cena spunand cedez dar arbitrul si-a dat seama si a reinceput meciul.

### 2012
Over the Limit 2012 a avut loc pe data de 20 mai 2012, evenimentul fiind gazduit de PNC Arena
din Raleigh, North Carolina.
- Pre-Show: Kane l-a învins pe Zack Ryder 
  - Kane l-a numarat pe Ryder dupa un "Chokeslam".
  - Acest meci a fost emis live pe Facebook, YouTube și WWE.com o jumate de oră înainte de eveniment.
- Christian a câștigat o  People Power Battle Royal Match pentru o șansă la titlul Intercontinental sau al Statelor Unite la Over the Limit
  - Christian l-a eliminat pe The Miz câștigând meciul.
- Kofi Kingston & R-Truth i-a învins pe Dolph Ziggler & Jack Swagger păstrându-și centurile WWE Tag Team Championship
  - Kingston l-a numarat pe Ziggler dupa un "Trouble in Paradise".
- Layla a învinso pe Beth Phoenix păstrându-și Campionatul Divelor
  - Layla a numarato pe Beth dupa un "Lay-Out".
- Sheamus i-a învins pe Alberto del Rio (cu Ricardo Rodriguez), Chris Jericho și Randy Orton păstrându-și titlu WWE World Heavyweight Championship
  - Sheamus l-a numarat pe Jericho dupa un "White Noise".
- Brodus Clay (cu Cameron & Naomi) l-a învins pe The Miz
  - Clay l-a numarat pe Miz dupa un "Ah Funk It!".
- Christian l-a învins pe Cody Rhodes câștigând titlul WWE Intercontinental Championship
  - Christian l-a numarat pe Rhodes dupa un "Killswitch".
- CM Punk l-a învins pe Daniel Bryan păstrându-și titlul WWE Championship
  - Punk l-a învins pe Bryan dupa ce a întors un "YES! Lock" în-trun "Crucifix Roll-Up".
- Ryback l-a învins pe Camacho (cu Hunico)
  - Ryback l-a numarat pe Camacho dupa un "Shell Shocked".
- John Laurinaitis l-a învins pe John Cena într-un Unsancioned Match
  - Laurinaitis l-a numarat pe Cena dupa un "K.O. Punch" a lui Big Show